# Міхалц (комуна)
Міхалц (рум. Mihalț) — комуна у повіті Алба в Румунії. До складу комуни входять такі села (дані про населення за 2002 рік):
- Зерієш (8 осіб)
- Міхалц (2347 осіб) — адміністративний центр комуни
- Обрежа (686 осіб)
- Чистей (638 осіб)

Комуна розташована на відстані 266 км на північний захід від Бухареста, 14 км на північний схід від Алба-Юлії, 69 км на південь від Клуж-Напоки.

## Населення
За даними перепису населення 2002 року у комуні проживали 3679 осіб.
Національний склад населення комуни:
| Національність | Кількість осіб | Відсоток |
| -------------- | -------------- | -------- |
| румуни         | 3616           | 98,3%    |
| цигани         | 50             | 1,4%     |
| угорці         | 13             | 0,4%     |

Рідною мовою назвали:
| Мова      | Кількість осіб | Відсоток |
| --------- | -------------- | -------- |
| румунська | 3646           | 99,1%    |
| циганська | 27             | 0,7%     |
| угорська  | 5              | 0,1%     |
| німецька  | 1              | < 0,1%   |

Склад населення комуни за віросповіданням:
| Релігія            | Кількість осіб | Відсоток |
| ------------------ | -------------- | -------- |
| православні        | 3188           | 86,7%    |
| греко-католики     | 431            | 11,7%    |
| баптисти           | 37             | 1,0%     |
| адвентисти         | 8              | 0,2%     |
| реформати          | 4              | 0,1%     |
| п'ятдесятники      | 4              | 0,1%     |
| римо-католики      | 3              | 0,1%     |
| не вказали релігію | 2              | 0,1%     |